# Amberg-Sulzbach járás
Amberg-Sulzbach járás egy járás Bajorországban. Amberg-Sulzbach járás Neustadt an der Waldnaab, Amberg, Schwandorf, Neumarkt in der Oberpfalz, Bayreuth és Nürnberger Land járásokkal határos. Lakosainak száma 94 617 fő (1987. május 25.).

## Népesség
A járás népessége az elmúlt években az alábbi módon változott:
| Lakosok száma | 95 118 | 94 617 | 103 352 | 103 074 | 103 045 | 103 568 | 103 009 | 102 836 |
|               | 1970   | 1987   | 2012    | 2013    | 2014    | 2015    | 2016    | 2017    |